# Ilion
Ilion és una població dels Estats Units a l'estat de Nova York. Segons el cens del 2000 tenia 8.610 habitants.

## Demografia
Segons el cens del 2000, Ilion tenia 8.610 habitants, 3.425 habitatges, i 2.212 famílies. La densitat de població era de 1.340,5 habitants/km².
Dels 3.425 habitatges en un 33,3% hi vivien nens de menys de 18 anys, en un 46% hi vivien parelles casades, en un 14,2% dones solteres, i en un 35,4% no eren unitats familiars. En el 30,4% dels habitatges hi vivien persones soles el 15,4% de les quals corresponia a persones de 65 anys o més que vivien soles. El nombre mitjà de persones vivint en cada habitatge era de 2,47 i el nombre mitjà de persones que vivien en cada família era de 3,06.
Per edats la població es repartia de la següent manera: un 26,6% tenia menys de 18 anys, un 8,6% entre 18 i 24, un 27% entre 25 i 44, un 21,5% de 45 a 60 i un 16,3% 65 anys o més.
L'edat mediana era de 37 anys. Per cada 100 dones de 18 o més anys hi havia 82,3 homes.
La renda mediana per habitatge era de 31.793 $ i la renda mediana per família de 38.203 $. Els homes tenien una renda mediana de 30.069 $ mentre que les dones 21.754 $. La renda per capita de la població era de 14.264 $. Entorn del 14,1% de les famílies i el 17,1% de la població estaven per davall del llindar de pobresa.